# Männerturnverein Stuttgart 1843 2022-2023
Questa voce raccoglie le informazioni riguardanti il Männerturnverein Stuttgart 1843 nelle competizioni ufficiali della stagione 2022-2023.

## Stagione
Il Männerturnverein Stuttgart 1843 partecipa alla stagione 2022-23 con la denominazione sponsorizzata Allianz MTV Stuttgart.
In 1. Bundesliga ottiene il primo posto in regular season, andando poi a conquistare il suo terzo scudetto dopo aver sconfitto il Potsdam nella finale dei play-off scudetto.  Le sue compagini si erano già affrontate nella Supercoppa tedesca, con la vittoria delle rivali; mentre in Coppa di Germania il club viene estromesso dal torneo nelle semifinali, sconfitto dallo Schweriner.
In ambito europeo è di scena in Champions League, dove si spinge fino ai quarti di finale, sconfitto dalle italiane dell'AGIL.

## Organigramma societario
Area direttiva
- Presidente: Tim Zimmermann

Area tecnica
- Allenatore: Tore Aleksandersen
- Allenatore in seconda: Faruk Feray
- Assistente allenatore: Andreas Bühler, Wojciech Kurczyński
- Scoutman: Andreas Bühler, Wojciech Kurczyński

Area sanitaria
- Medico: Florian Pfalzer, Gerhard Zeithammel, Frank Stefan Zieger
- Fisioterapista: Christina Haimerl

## Rosa
| N° | Nome            | Ruolo | Data di nascita  | Nazionalità sportiva |
| -- | --------------- | ----- | ---------------- | -------------------- |
| 1  | Roosa Koskelo   | L     | 20 agosto 1991   | Finlandia            |
| 2  | Michelle Petter | L     | 4 febbraio 1997  | Germania             |
| 3  | María Segura    | S     | 10 giugno 1992   | Spagna               |
| 4  | Britt Bongaerts | P     | 3 novembre 1996  | Paesi Bassi          |
| 7  | Marie Schölzel  | C     | 1º agosto 1997   | Germania             |
| 9  | Eline Timmerman | C     | 30 dicembre 1998 | Paesi Bassi          |
| 10 | Simone Lee      | S     | 7 settembre 1996 | Stati Uniti          |
| 11 | Barbara Wezorke | C     | 12 aprile 1993   | Germania             |
| 12 | Hannah Kohn     | P     | 18 giugno 2003   | Germania             |
| 13 | Krystal Rivers  | O     | 23 maggio 1994   | Stati Uniti          |
| 14 | Laura Künzler   | S     | 25 dicembre 1996 | Svizzera             |
| 16 | Luisa Keller    | S     | 25 agosto 2001   | Germania             |
| 17 | Alexis Hart     | O     | 23 maggio 1998   | Stati Uniti          |

## Statistiche

### Statistiche di squadra
| Competizione       | Punti | In casa | In casa | In casa | In trasferta | In trasferta | In trasferta | Totale | Totale | Totale |
| Competizione       | Punti | G       | V       | P       | G            | V            | P            | G      | V      | P      |
| ------------------ | ----- | ------- | ------- | ------- | ------------ | ------------ | ------------ | ------ | ------ | ------ |
| 1. Bundesliga      | 56    | 15      | 15      | 0       | 15           | 13           | 2            | 30     | 28     | 2      |
| Coppa di Germania  | -     | 3       | 2       | 1       | 0            | 0            | 0            | 3      | 2      | 1      |
| Supercoppa tedesca | -     | -       | -       | -       | -            | -            | -            | 1      | 0      | 1      |
| Champions League   | 13    | 4       | 3       | 1       | 4            | 3            | 1            | 8      | 6      | 2      |
| Totale             | -     | 22      | 20      | 2       | 19           | 16           | 3            | 42     | 36     | 6      |

G = partite giocate; V = partite vinte; P = partite perse

### Statistiche dei giocatori
| Giocatrice   | 1. Bundesliga | 1. Bundesliga | 1. Bundesliga | 1. Bundesliga | 1. Bundesliga | Coppa di Germania | Coppa di Germania | Coppa di Germania | Coppa di Germania | Coppa di Germania | Supercoppa tedesca | Supercoppa tedesca | Supercoppa tedesca | Supercoppa tedesca | Supercoppa tedesca | Champions League | Champions League | Champions League | Champions League | Champions League | Totale | Totale | Totale | Totale | Totale |
| Giocatrice   | P             | PT            | AV            | MV            | BV            | P                 | PT                | AV                | MV                | BV                | P                  | PT                 | AV                 | MV                 | BV                 | P                | PT               | AV               | MV               | BV               | P      | PT     | AV     | MV     | BV     |
| ------------ | ------------- | ------------- | ------------- | ------------- | ------------- | ----------------- | ----------------- | ----------------- | ----------------- | ----------------- | ------------------ | ------------------ | ------------------ | ------------------ | ------------------ | ---------------- | ---------------- | ---------------- | ---------------- | ---------------- | ------ | ------ | ------ | ------ | ------ |
| B. Bongaerts | 28            | 72            | 34            | 25            | 13            | 3                 | 9                 | 2                 | 5                 | 2                 | 1                  | 1                  | 0                  | 0                  | 1                  | 7                | 13               | 3                | 3                | 7                | 39     | 95     | 39     | 33     | 23     |
| A. Hart      | 20            | 124           | 107           | 11            | 6             | 3                 | 10                | 9                 | 1                 | 0                 | 0                  | 0                  | 0                  | 0                  | 0                  | 2                | 10               | 7                | 1                | 2                | 25     | 144    | 123    | 13     | 8      |
| L. Keller    | 28            | 29            | 18            | 0             | 11            | 2                 | 2                 | 1                 | 0                 | 1                 | 1                  | 0                  | 0                  | 0                  | 0                  | 6                | 11               | 4                | 0                | 7                | 37     | 42     | 23     | 0      | 19     |
| H. Kohn      | 10            | 11            | 3             | 3             | 5             | 2                 | 0                 | 0                 | 0                 | 0                 | 0                  | 0                  | 0                  | 0                  | 0                  | 2                | 1                | 1                | 0                | 0                | 14     | 12     | 4      | 3      | 5      |
| R. Koskelo   | 29            | 0             | 0             | 0             | 0             | 2                 | 0                 | 0                 | 0                 | 0                 | 1                  | 0                  | 0                  | 0                  | 0                  | 7                | 0                | 0                | 0                | 0                | 39     | 0      | 0      | 0      | 0      |
| L. Künzler   | 22            | 156           | 125           | 17            | 14            | 3                 | 29                | 24                | 2                 | 3                 | 1                  | 8                  | 7                  | 1                  | 0                  | 7                | 69               | 59               | 2                | 8                | 33     | 262    | 215    | 22     | 25     |
| S. Lee       | 28            | 359           | 303           | 41            | 15            | 3                 | 41                | 33                | 4                 | 4                 | 1                  | 3                  | 3                  | 0                  | 0                  | 6                | 46               | 41               | 3                | 2                | 38     | 449    | 380    | 48     | 21     |
| M. Petter    | 12            | 0             | 0             | 0             | 0             | 3                 | 0                 | 0                 | 0                 | 0                 | 1                  | 0                  | 0                  | 0                  | 0                  | 3                | 0                | 0                | 0                | 0                | 19     | 0      | 0      | 0      | 0      |
| K. Rivers    | 25            | 404           | 367           | 31            | 6             | 1                 | 17                | 16                | 1                 | 0                 | 1                  | 19                 | 18                 | 1                  | 0                  | 7                | 131              | 125              | 3                | 3                | 34     | 571    | 526    | 36     | 9      |
| M. Schölzel  | 29            | 227           | 166           | 50            | 11            | 3                 | 35                | 22                | 9                 | 4                 | 1                  | 12                 | 8                  | 3                  | 1                  | 7                | 62               | 37               | 20               | 5                | 40     | 336    | 233    | 82     | 21     |
| M. Segura    | 30            | 220           | 162           | 25            | 33            | 3                 | 18                | 17                | 1                 | 0                 | 1                  | 2                  | 1                  | 1                  | 0                  | 7                | 46               | 34               | 6                | 6                | 41     | 286    | 214    | 33     | 39     |
| E. Timmerman | 30            | 239           | 146           | 64            | 29            | 3                 | 18                | 10                | 6                 | 2                 | 1                  | 13                 | 9                  | 3                  | 1                  | 7                | 64               | 39               | 17               | 8                | 41     | 334    | 204    | 90     | 40     |
| B. Wezorke   | 19            | 45            | 27            | 9             | 9             | 3                 | 6                 | 3                 | 1                 | 2                 | 1                  | 0                  | 0                  | 0                  | 0                  | 6                | 9                | 3                | 4                | 2                | 29     | 60     | 33     | 14     | 13     |

P = presenze; PT = punti totali; AV = attacchi vincenti; MV = muri vincenti; BV = battute vincenti